# Ataque aéreo al hospital de Mariúpol
El 9 de marzo de 2022 tuvo lugar el ataque aéreo del hospital materno-infantil de Mariúpol producido por la aviación rusa durante el asedio a la ciudad ucraniana, en el marco de la invasión rusa. En el ataque fallecieron al menos tres personas y diecisiete resultaron heridas.
El Presidente de Ucrania Volodímir Zelenski, el Alto representante de exteriores de la UE Josep Borrell y el ministro británico de las Fuerzas Armadas James Heappey describieron el acto como un "crimen de guerra".
Por el lado ruso, los Ministros de Exteriores y de Defensa justificaron el ataque por la supuesta "presencia" de miembros del Batallón Azov, contradiciendo una de las versiones en las que el último afirmó que "la población civil no estaba entre los objetivos". Tales declaraciones fueron desmentidas por las autoridades ucranianas.

## Trasfondo
El 24 de febrero de 2022, dio comienzo la invasión de Ucrania por parte del ejército ruso. Desde entonces, Mariúpol ha estado cercada tanto por el ejército ruso como por los separatistas prorrusos. Al cabo de unos días se acordó la apertura de corredores humanitarios por parte de las autoridades de ambos países para permitir así la evacuación de la población civil.

## Suceso
El edificio médico fue bombardeado por las fuerzas aéreas rusas a pesar de que se había decretado un alto el fuego.
Las autoridades ucranianas calificaron los daños como "colosales". Varios vídeos publicados poco después del ataque mostraron como la mayor parte de la fachada principal del hospital quedó destruida y varios coches en los alrededores quedaron seriamente afectados. Las alas principales del centro colapsaron y el equipamiento médico quedó cubierto por los escombros.
El propio Zelenski afirmó que parte de los pacientes y personal se refugiaron a tiempo minimizando así el número de fallecidos civiles.

### Víctimas
El 9 de marzo de 2022, el Gobernador del óblast declaró que entre los heridos se encontraron mujeres que se encontraban de parto. En cuanto a los fallecidos, la neuróloga Oleksandra Shcherbet declaró que fallecieron varios civiles (mujeres, recién nacidos y personal médico), Al día siguiente, las autoridades locales, confirmaron la muerte de una niña y otras dos personas.
A la lista de fallecidos se unirían una mujer en avanzado estado de gestación que fue trasladada a otro hospital y que murió poco después de dar a luz a un bebé mortinato a causa de las graves heridas de la madre. Los médicos tuvieron que asistir al parto a la luz de las velas.
Otra mujer embarazada fue una bloguera de Instagram de nombre: Marianna Vyshegirkaya, la cual dio a luz a una niña. Esta mujer causó controversia cuando a primeros de abril, concedió una entrevista en la que comentó que: "no hubo ningún ataque aéreo, sino fuego de artillería", declaraciones que según Associated Press contradicen las evidencias. Al mes siguiente, concedió otra entrevista a la BBC en la que afirmó que "el hospital estaba en funcionamiento" y que "no había ningún militar ucraniano en el edificio de maternidad" contradiciendo la postura rusa que alegaba que varios soldados ucranianos se encontraban dentro del hospital.

## Reacciones

### Ucranianas
Serguéi Orlov, Segundo de Alcalde declaró: "no entendemos cómo es posible bombardear un hospital infantil en esta época" y lo calificó de crimen de guerra y genocidio, opinión también compartida por el propio Zelensky. El Concejo Municipal describió el ataque de deliberado.

### Rusas
El 10 de marzo, Los Ministros de Asuntos Exteriores y de Defensa rusos justificaron el ataque. Según el Ukrayinska Pravda, Serguéi Lavrov confirmó que la acción fue deliberada y declaró: "hará unos días, en la reunión del consejo de seguridad de la ONU, la delegación rusa presentó informes verídicos de que el hospital de maternidad había sido tomado por el Batallón Azov y otros grupos radicales, y que se les pidió a las pacientes y personal médico que abandonasen el edificio, puesto que estaban dentro de la base del Batallón". Por otro lado, Ígor Konashénkov contradijo estas afirmaciones al declarar que: "en ningún momento se llevaron a cabo operaciones por parte del ejército aéreo" y que "todo fue una provocación orquestada para mantener el sentimiento antirruso de la opinión pública occidental". Anteriormente, el ejército alegó que "[a parte del Azov], el Batallón Aidar estuvieron abriendo fuego desde colegios, hospitales y guarderías de la ciudad".
La embajada rusa en el Reino Unido publicó un twit en el que acusaba el ataque del hospital de ser "un montaje" y que "una de las víctimas [embarazada] era una actriz". Dicha publicación fue eliminada de la red por contravenir las políticas de la página web, decisión que fue aplaudida por los políticos británicos, quienes acusaron a la embajada de propagar desinformación.

### Internacionales
El Primer Ministro británico Boris Johnson describió el ataque de "acto vil". Jen Psaki, Secretaria de prensa del Presidente Joe Biden declaró: "es horrible contemplar el uso bárbaro de la fuerza militar contra la ciudadanía civil de un país soberano". Josep Borrell, Alto Representante de Asuntos Exteriores de la UE, describió el ataque como "un crimen de guerra execrable". El Secretario de Estado de la Ciudad del Vaticano, Pietro Parolin expresó su condena al bombardeo contra los civiles. António Guterres, Secretario General de Naciones Unidas declaró que "esta violencia sinsentido debe parar".